# Faculdade de Medicina da Geórgia
Faculdade de Medicina da Geórgia (em inglês: Medical College of Georgia ou apenas MCG) é uma faculdade em Geórgia, Estados Unidos. É a única pública de medicina no estado e uma das dez maiores da área do país.
Fundada em 1828 como Academia Médica da Geórgia, é a faculdade mais antiga da Universidade de Augusta e desempenhou um papel no estabelecimento da Associação Médica Americana e na padronização das práticas médicas. É a terceira escola de medicina mais antiga do sudeste dos Estados Unidos e a 13ª mais antiga do país. Seu colocação nacional em pesquisa é 75, e seu ranking em atenção primária é 91.

## História
A MCG foi fundado em 1828, por Milton Antony e Joseph Adams Eve, como Academia Médica da Geórgia para atender à necessidade de treinar novos médicos. Seus primeiros sete alunos obtiveram aulas por um ano. No ano seguinte, o governador assinou um ato legislativo alterando a carta de 1828, ampliando o currículo para dois anos e mudando o nome para Instituto Médico da Geórgia. A faculdade mudou seu nome em 1833 para o nome atual.
Muitas descobertas foram feitas pelo corpo docente da MCG, incluindo a primeira histerectomia realizada nos Estados Unidos e o primeiro caso documentado de doença falciforme.
Para 2022, das 191 escolas de medicina avaliadas, a MCG ficou em 91.ª colocação em atenção primária, 75.ª em pesquisa, 90º lugar com mais graduados praticando em áreas de atenção primária e 42º em mais graduados praticando em áreas medicamente desfavorecidas.

## Admissões
Em 2019-2020, mais de 3.100 alunos se inscreveram para 230 vagas de primeiro ano. Os alunos matriculados tiveram uma nota média de 3,80 e uma pontuação no teste MCAT de 511, bem acima da média nacional de alunos aceitos nas faculdades de medicina dos EUA.

## Campus

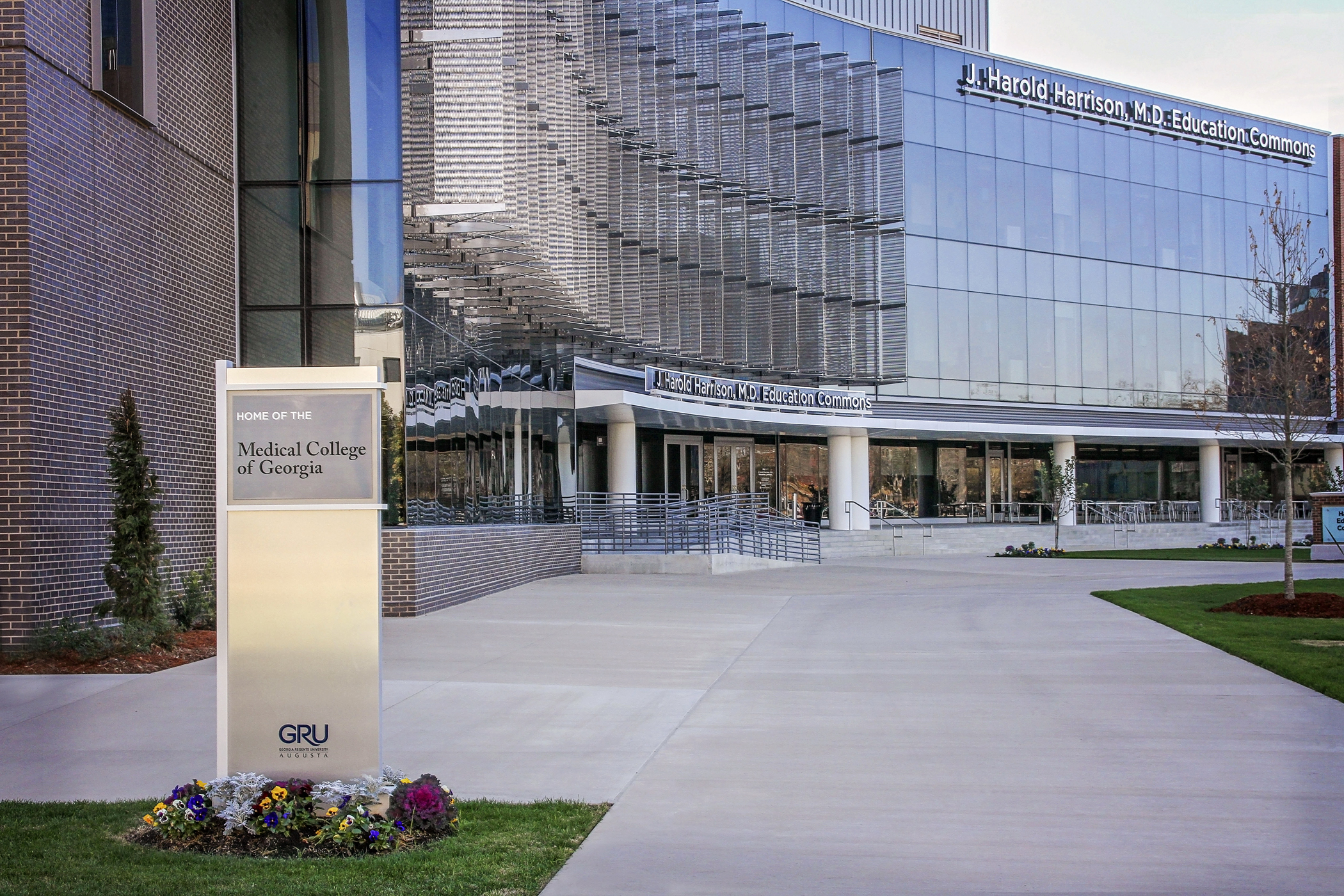
O novo campus da MCG abriu em 2014 e apresenta um laboratório de simulação de última geração, auditórios e espaço de sala de aula para até 300 alunos

O campus principal fica em Augusta, Georgia, na Augusta University. Todos os alunos do primeiro e segundo ano frequentam as aulas no campus principal de Augusta ou em Athens.
- O campus sudoeste em Albany foi o primeiro campus residencial inaugurado em 2010. Ele marcou os primeiros esforços da faculdade para aumentar o número de médicos no estado da Geórgia, um problema que a universidade prometeu resolver.[14]
- O campus sudeste, em Savannah e Brunswick , foi inaugurado em 2011 com alunos do terceiro ano. Hospeda cerca de 40 alunos anualmente.[15]
- O campus noroeste está localizado em Rome, inaugurado em 2013.[16]
- Campus em Athens , onde os alunos foram recebidos pela primeira vez em 2010, com o objetivo de aumentar o número de médicos.[17]

## Tradições

### Cerimônia do jaleco branco
Estudantes de medicina do primeiro ano recebem seus jalecos brancos em uma tradição anual para marcar seus primeiros passos como profissional. Ela é mais curta da que os médicos usam, para marcá-los como estudantes até que obtenham seu diploma.

### Debate de jangada
Todos os anos, diferentes especialidades médicas são destacadas por uma pergunta hipotética: "Um cirurgião, um internista e um obstetra estão a bordo de um navio naufragando. Sua única saída é uma jangada que cabe uma única pessoa. Quem deve ser o único sobrevivente?".